# 오라두르쉬르글란

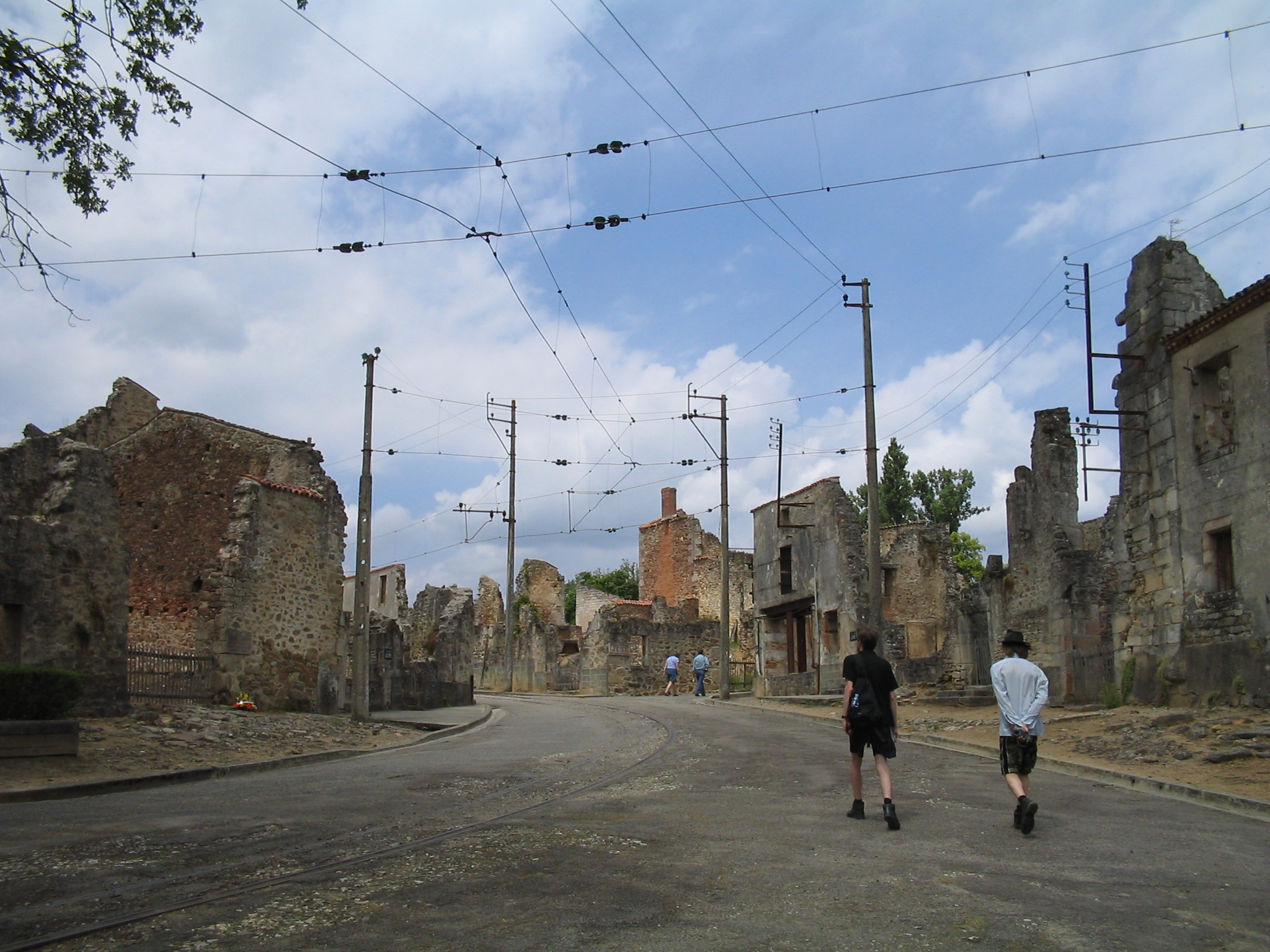
폐허가 된 오라두르쉬르글란의 마을

오라두르쉬르글란(프랑스어: Oradour-sur-Glane)은 프랑스 누벨아키텐 오트비엔주에 위치한 마을로 행정구역 상으로는 오트비엔주에 속한다. 1944년 6월 10일 독일의 점령 하에 있던 이 마을은 나치 독일의 무장 친위대가 대규모 학살을 감행하여 거의 전원에 가까운 마을 주민들이 살해당해 마을은 하루 만에 폐허가 되었다.
스페인에서 프랑스 방향으로 철수하던 나치의 무장 친위대는 오라두르쉬르글란에 도착하자 남자들은 모두 헛간에 감금시킨 후 수류탄으로 몰살시키고 여자와 아이들은 교회에 감금시킨 뒤 불을 질러 죽였다. 이 때 밖으로 나오려고 시도하는 사람들은 무조건 기관총으로 사살했다. 이로 인하여 성인 남자 190명, 성인 여자 245명, 만 15세 이하 어린이 207명이 죽었다.
이 학살에서 살아남은 사람은 어린이 1명을 포함하여 고작 2~3명에 불과했다. 이 학살에 대한 전범 재판이 제대로 이루어지지 못했던 이유는 이 학살을 지시했던 나치 독일군 장교들이 이후에 있었던 전투에서 전원 전사했기 때문이였다.
전쟁 이후에 같은 이름을 지닌 새로운 마을이 근처에 건설되었다. 2006년 현재 새로운 마을의 인구는 2,188명이다. 현재 이곳은 프랑스 정부에서 나치 독일의 만행을 잊지 않기 위해 고의로 복원시키지 않고 방치해 놓고 있다.

## 같이 보기
- 리디체